# 교육심의회
교육심의회(敎育審議會)란 1946년 3월 7일 미군정에 의해 설치된 교육 자문기관을 말한다.

## 설립
안재홍을 위원장으로 한 10개의 분과위원회로 구성되었다. 《홍익인간》에 기초를 둔 교육이념을 채택하고, 학제를 개편, 미국식의 6·3·3·4 단선제로 했다. 미군정기에는 교육인구가 급증했으나 교육시설이 이를 따르지 못했고, 교원의 절대수가 부족한 가운데 식민지 교육을 담당했던 교원들이 일정한 재교육을 거치지 않은 채 그대로 교육현장에 재기용됨으로써 민주주의적 교육을 요구하는 학생들과 마찰을 빚기도 했다. 교육심의회에서 채택한 《홍익인간》이념 및 학제는 정부수립 후 1949년 12월 제정된 신교육법에 그대로 계승되었다.
1949년 12월에 제정된 ＜교육법＞에 따라 국가교육의 중요 시책을 심의하기 위하여 문교부 내에 중앙교육위원회(中央敎育審議會)를 설치하였고, 1950년 5월에 20인의 위원이 임명된 뒤 60여 차례의 전체 및 분과위원회를 개최하였다.
문교재건자문위원회(文敎再建諮問委員會)는 1961년 9월 ＜교육에 관한 임시특례법＞에 의거하여 설치되었으나 운영 실적이 미흡하였으며, 1963년에 폐지되었다
이어 1971년 7월 대통령령으로 교육정책심의회(敎育政策審議會)가 발족되어 50인의 위원이 위촉되었으며, 이듬해 12월에는 규정의 개정으로 위원수를 80인으로 늘려 전체회의 14회, 분과심의 33회의 개최 실적을 남겼다.
1981년 2월부터 문교부 훈령에 의해 시행된 문교정책자문위원회(文敎政策諮問委員會)는 94인의 위원을 위촉하여 5회의 전체회의와 67회의 분과위원회를 개최하였다. 문교정책자문위원회는 1983년 6월 관계 법령의 개정으로 구성 인원이 종전 1백인 이내에서 55인 이내로 바뀐 뒤에도 1984년 9월 폐지될 때까지 전체회의 2회, 분과위원회 10회의 개최 실적을 남겼다. 1984년 9월에는 문교부장관의 자문기구로 중앙교육협의회(中央敎育協議會)가 설치되었다. 1985년 3월에는 교육 개혁의 중요성이 강조되어 대통령 자문기구로 교육개혁심의회(敎育改革審議會)가 설치되었다. 교육개혁심의회는 1987년 말까지 활동하였으며, 각 분과별로 36개의 연구과제를 추진하였다.
그 후로 정권이 바뀔 때마다 다양한 이름의 교육심의회가 구성되었는데, 노태우 정부의 교육정책자문회의(1988), 김영삼 정부의 교육개혁위원회(1994), 그리고 김대중 정부의 새교육공동체위원회(1998)가 그것이다.

## 평가
이들 위원회는 모두 대통령 자문기구로서, 새로운 정권의 국정이념을 교육부문에서 강력하게 구현한다는 목표를 표방하고 출범하였으나, 당초의 구성 목적을 효과적으로 달성했다는 평가를 받았던 적은 거의 없다.